# ヘンリー・グラハム・シャープ
ヘンリー・グラハム・シャープ（Henry Graham Sharp、1917年12月19日 - 1995年1月2日）は、イギリス出身の男性フィギュアスケート選手。1936年ガルミッシュパルテンキルヘンオリンピック、1948年サンモリッツオリンピック男子シングルイギリス代表。

## 経歴
- 1936年ガルミッシュパルテンキルヘンオリンピック 5位。
- 1936年、1937年、1938年世界フィギュアスケート選手権 2位。
- 1936年、1937年、1938年ヨーロッパフィギュアスケート選手権 2位。
- 1939年世界フィギュアスケート選手権優勝。
- 1939年ヨーロッパフィギュアスケート選手権優勝。
- 1948年サンモリッツオリンピック 7位。
- 1995年1月2日死去。享年77。

## 主な戦績
| 大会/年      | 1934-35 | 1935-36 | 1936-37 | 1937-38 | 1938-39 | 1946-47 | 1947-48 |
| ------------ | ------- | ------- | ------- | ------- | ------- | ------- | ------- |
| オリンピック |         | 5       |         |         |         |         | 7       |
| 世界選手権   | 4       | 2       | 2       | 2       | 1       |         | 6       |
| 欧州選手権   |         | 2       | 2       | 2       | 1       |         |         |